# Vierde ventrikel

Driedimensionale weergave van het ventrikelstelsel in de menselijke hersenen. De vierde ventrikel is de onderste blauwe massa.

De vierde ventrikel of ventriculus quartus is een holte gevuld met hersenvocht, gelegen in het metencephalon, en deels in het myelencephalon. Aan de voorkant van de vierde ventrikel, ligt de pons. Aan de achterkant liggen de kleine hersenen. In het ventrikelstelsel verbindt de vierde ventrikel het aquaduct van Sylvius met het centrale kanaal.